# NGC 5018
NGC 5018 è una galassia ellittica a circa 150 milioni di anni luce in direzione della costellazione della Vergine.
Mostra segni di passata interazione con la galassia NGC 5022. Con essa e le galassie ESO 576-8, PGC 140148 e PGC 140150 formerebbe un piccolo gruppo, a sua volta membro del Gruppo di NGC 5044.
Ha una magnitudine apparente nel visibile pari a 10,4 e dimensioni di 3,4 × 2,6 arcominuti.
NGC 5018 fu scoperta da William Herschel l'8 aprile 1788.
È stata sede della supernova di tipo Ia SN 2002dj.

La galassia ellittica NGC 5018 è la più prossima al centro di questa immagine del VLT Survey Telescope. Sono anche visibili la galassia NGC 5022, alla sua sinistra, così come - con un po' di difficoltà - gli altri membri del loro gruppo. La galassia in prossimità dell'angolo superiore destro della fotografia è NGC 5006. La stella al centro dell'immagine, HD 114746, ha una magnitudine di 9,4.